# 加拿大UFO目击事件
以下是据称在加拿大目击不明飞行物或不明飞行物的部分清单。
根据加拿大国防部撰写的一份备忘录，加拿大在整个二十世纪上半叶都曾目击不明飞行物。然而，加拿大政府直到 1947 年才对收集目击事件信息感兴趣

## 1951 年，纽芬兰甘德
1951 年 2 月 10 日，一架从加拿大甘德飞往冰岛的美国海军飞机报告称与一个大型橙色圆形不明飞行物险些相撞，该不明飞行物“几乎绕着美国飞机转了一圈”。 

## 1960年，西北地区克兰湖
1960年6月18日，一名探矿者告诉皇家骑警分队，一个月前，他和搭档在位于黄刀以北30英里的克兰湖 (Clan Lake) 看到了不明飞行物。据不明飞行物学家Chris Rutkowski称，这些人声称他们看到一个4至6英尺（约1.2米至1.8米）宽的悬停物体撞击了湖面。加拿大皇家骑警进行了调查，但一无所获。 

## 1967 年，马尼托巴省猎鹰湖
Stefan Michalak声称，他于 1967 年 5 月 19 日在马尼托巴省猎鹰湖附近接触到两个飞碟中的一个，但是自己却被不明飞行物被烧伤。不明飞行物学家称，Michalak在医院的照片显示，他的胸部有一系列烧伤痕迹，他的T恤上也有类似的烧伤痕迹。不明飞行物学家认为这是加拿大记录最多的不明飞行物故事之一。 
关于所谓的猎鹰湖事件已经写了两本书：
- （2017）。斯坦·米查拉克、克里斯·鲁特科斯基。当它们出现时《猎鹰湖1967》：一次亲密接触的内幕。ISBN 9781772800951
- （2015）。乔治·杜丁.猎鹰湖UFO遭遇。ISBN 978-1514246825国际标准书号 978-1514246825

怀疑论者亚伦·萨库利奇 (Aaron Sakulich) 调查了事件发生后不久米查拉克向警方提交的报告以及其他证据，他得出的结论是，米查拉克确实被烧伤，但烧伤很有可能是由于饮酒引起的事故造成的，而且米查拉克当时正在湖附近勘探银矿石，很可能是为了阻止其他勘探者和冒险者进入该地区而编造的故事。 
2018年4月，加拿大皇家铸币厂发行了一枚价值20加币的银币，将这一事件描述为其加拿大“不明现象”系列的第一枚，“根据Stefan Michalak的描述，1967年5月20日，两个发光的物体从马尼托巴省猎鹰湖附近的天空中坠落，其中一个落在离他足够近的地方。当飞船突然起飞时，它的发射物点燃了Michalk的衣服，给他留下了神秘的烧伤……”  

## 1967 年，新斯科舍省沙格港
该事件据称是1967年10月在新斯科舍省发生的不明飞行物坠毁事件。 2019年10 月1日，加拿大皇家造币厂发行了一枚 20 美元的夜光银币，描绘了加拿大“不明现象”系列中的第二个目击事件。 

## 1969 年，不列颠哥伦比亚省乔治王子城
1969年1月1日，在不列颠哥伦比亚省的乔治王子城，三名的目击者报告称，下午晚些时候天空中出现了一个奇怪的圆形物体。球体发出黄橙色的光芒，似乎从2000英尺上升到10000英尺（约为609米上升到3048米）。 

## 1975–1976年，马尼托巴省南部
据报道，1975年和1976年在马尼托巴省南部目击了几次红色发光的不明飞行物，有时被描述为“mischievous”或“playful” 该不明飞行物也被公众昵称为“Charlie Redstar”。 

## 1978年，纽芬兰和拉布拉多克拉伦维尔，
1978年10月26日清晨，12个人在兰登岛附近的克拉伦维尔目击了不明飞行物。 据报道，该物体呈椭圆形，而在物体的后部发现了“鳍”。在发现不久，目击者立即向加拿大皇家骑警报警，警局并派出警员詹姆斯·布莱克伍德，目睹不明飞行物在水面上方100英尺（30.5米）处盘旋约一两个小时后消失。布莱克伍德使用专门用于毒品监视的望远镜来观察不明飞行物，其他目击者则使用双筒望远镜。根据布莱克伍德的说法，当他用灯照射物体的头灯时，物体会做出反灯照射回来。据报道，布莱克伍德正试图联系不明飞行物的驾驶员。   除了目击者对该事件的证词外，没有留下任何其出现的证据。
2016年，克拉伦维尔发生了另一起目击事件，一名居民发现兰登岛上空有灯光盘旋。  
2020 年，加拿大皇家造币厂将此次目击事件描绘在一枚 20 美元夜光银币上，作为加拿大“不明现象”系列中的第三枚。 

## 1990年，魁北克省蒙特利尔
1990年11月7日，在魁北克省蒙特利尔，目击者报告称，在博纳旺蒂尔酒店的屋顶泳池上空发现了一个宽约540米的圆形金属物体。目击者看到8到10个光在他们上方形成一个圆圈，发出明亮的白色光芒。该现象从晚上7点20分到10点20分持续了三个小时，并缓慢向北移动。据《新闻报》第二天的报道，虽然没有人能够辨认出这些灯光，但一些目击者已经准备好表达他们的信念，即外星人曾造访过他们。 
一些目击者讲述了他们在CBC电视采访中看到的情况。 
加拿大皇家造币厂于 2021 年发行了一枚 20 美元夜光银币来纪念这一目击事件，作为加拿大“不明现象”系列的第四部分。

## 1997年，不列颠哥伦比亚省特雷尔
7月1日晚，至少有两名妇女站在哥伦比亚河上的桥上等待烟花表演。她们看见了头顶上的三盏“小灯”，然后迅速沿着河往下飞，离水面只有一两英尺，它们沿着河向东曲折前进，直到飞出视线。这两个女人意识到这不是烟花表演的一部分，因为表演还没有开始且天还亮着。

## 2010年，纽芬兰和拉布拉多省米勒港
2010年1月25日夜间，纽芬兰和拉布拉多省的米勒港发生多起不明飞行物目击报告。加拿大皇家骑警最初表示这些报告是由导弹发射引起的，但后来撤回了这一声明，加拿大总理府表示不明飞行物不是导弹。  由于米勒港靠近圣皮埃尔和密克隆群岛，附近的居民怀疑是法国的军事演习或导弹，但法国政府声明在所报告的事件期间，法国没有在圣皮埃尔和密克隆群岛附近进行军事活动，这一假设被驳回。 加拿大皇家骑警将该事件称为不明原因的目击事件，北美防空司令部表示当时没有已知的火箭发射。 这一事件促使哈伯米勒当时所在选区的议员向政府施压，要求提供有关该事件的更多信息，并批评保守党政府缺乏透明度。 

## 2014，肯辛顿，爱德华王子岛省
2014年6月4日深夜，约翰·谢泼德 (John Sheppard) 在扑灭篝火时看见了圣劳伦斯湾上空的异常灯火，并用手机拍摄了时长为22分钟的视频。在向UFO互动网络报告这一事件并调查得出确认这是一起U不明飞行物目击事件后，加拿大广播公司 (CBC) 报道了这一事件。第二天，CBC发布了一篇后续文章，其中对该事件提出了一系列替代解释。 

## 2014年，安大略省北约克
2014年7月26日晚 7:00 至晚上10:00 期间，安大略省北约克有多起 不明飞行物的目击报告。      2014年7月26日星期六晚上9:00左右，莎拉·春 (Sarah Chun) 在她位于北约克的公寓中，从餐桌附近的窗户看到天空中有六七串对角闪烁的灯光，然后她走到阳台上观察。她观察了那些闪烁的灯光大约25分钟，并录制了两段视频，随后发布在她的YouTube 频道 （页面存档备份，存于）上。多伦多警方报告称，当晚 7:00 至 10:00 期间接到多起有关不明飞行物的报警电话。同时，几名警察也目睹了这些灯光，一名多伦多警察看到其中一盏灯后推测这是一架从建筑物中发射的四轴飞行器，但是他在巡逻时并没有针对不明飞行物进行调查。 许多人目击了这一事件，其中包括当地音乐家罗克珊娜·马莱基(Roxanna Maleki)，她因火灾警报而离开电影院，并在她的脸书帐户上发布了一段视频。   一名北约克居民塞巴斯蒂安·塞蒂恩 (Sebastian Setien) 报道称，他当时正在自家阳台上烧烤招待客人，并于下午4点18分拍下了照片。他和他的客人于晚上 8 点 40 分左右回来，并再次看到了灯光，但他在用手机录制视频时失去了所有互联网连接。 另据报道，多伦多出现了一些小规模停电，包括北约克地铁站和Cineplex电影院，而火警警报也曾短暂触发。除此以外，还有多人报道了来自北约克另一个地点的更多照片和视频 一些媒体解释认为所谓不明飞行物实际上是四轴飞行器、无人机、中国灯笼和带有LED灯的风筝。

## 加拿大UFO调查结果
加拿大政府自2007年起将所有的不明飞行物目击事件报告给马尼托巴省Ufology Research的Chris Rutkowski。  
2018年7月15日，加拿大一家新闻网站提到Ufology Research（前身为马尼托巴Ufology Research of Manitoba）进行的一项新研究称，2017年加拿大报告的UFO目击事件超过1000起
 